# Phaeospora catolechiae
Phaeospora catolechiae är en lavart som beskrevs av Zopf. Phaeospora catolechiae ingår i släktet Phaeospora, och familjen Verrucariaceae. Arten är reproducerande i Sverige.